# Autoridad Federal de Supervisión Financiera
La Autoridad Federal de Supervisión Financiera (en alemán: Bundesanstalt für Finanzdienstleistungsaufsicht) más conocida por su acrónimo BaFin es la autoridad de regulación financiera de Alemania. Es una institución federal alemana independiente con sede en Bonn y Fráncfort y está bajo la supervisión del Ministerio Federal de Finanzas. BaFin supervisa unos 2700 bancos, 800 empresas de servicios de inversión y unas 700 empresas de seguros.